# Serra del Regalat
La serra del Regalat és una serra situada al municipi d'Alforja a la comarca del Baix Camp, amb una elevació màxima de 767 metres.